# 比耶夫
比耶（法語：Bief）是法国杜省的一个市镇，属于蒙贝利阿尔区（Montbéliard）圣伊波利特县（Saint-Hippolyte）。该市镇总面积3.81平方公里，2009年时的人口为117人。

## 人口
比耶人口变化图示